# El saqueo de Coricancha
El saqueo de Coricancha o Templo del Sol del Cuzco, por los conquistadores españoles es un óleo del pintor peruano Teófilo Castillo realizado entre finales del XIX e inicios del XX. Es parte de la colección de la Pinacoteca Municipal Ignacio Merino.

## Descripción

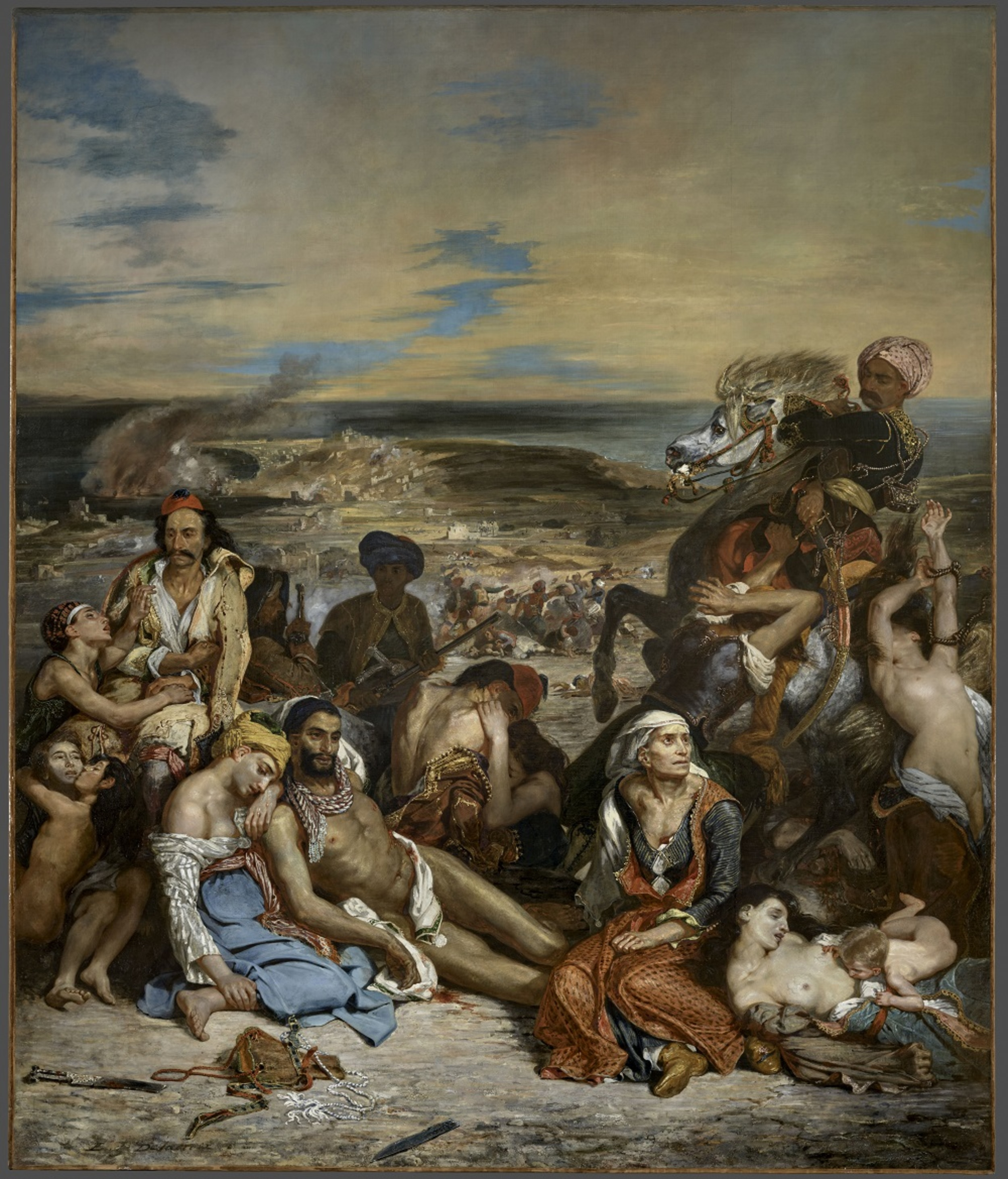
La matanza de Quíos, 1824.

La obra detalla visualmente el asalto al Coricancha, un templo dedicado a la religión incaica, durante la caída del Cuzco, en los últimos momentos de la existencia del Imperio incaico.
La pintura representa una arquitectura inca idealizada, con oro y otras riquezas materiales, con los conquistadores españoles derrumbando los muros del Coricancha para construir en su sitio la Iglesia de La Merced, dando fin al «decadente» inca, debido a que la estructura del templo amerindio es una referencia al Dios de los báculos y su derrota por la llegada del Dios cristiano.
Las acllas (mujeres aristocráticas) representadas también hacen alusión al proceso de resistencia, negación, dominación y resignación que los amerindios, hasta ese momento nobles pertenecientes a la Familia imperial, tuvieron que pasar, para volverse parte de la servidumbre de sus nuevos amos europeos.

### Inspiración

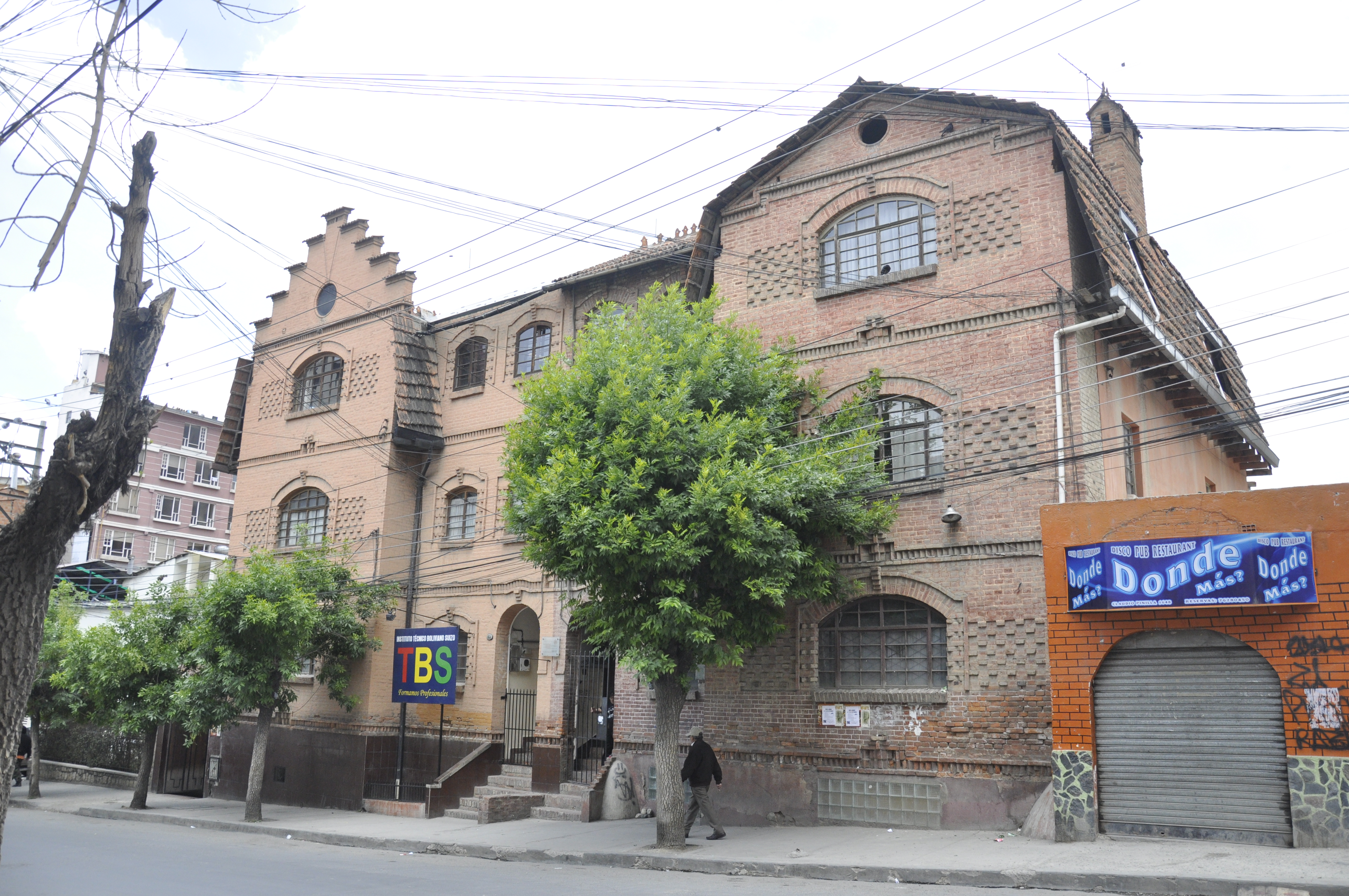
Fachada de la casa de Arthur Posnansky, de donde Castillo se inspiró para el Coricancha de su obra.

La creación de Castillo se inspira directamente de La matanza de Quíos (1824) de Eugène Delacroix, debido a la presencia de mujeres angustiosas rodeadas por sus verdugos en un contexto de insurrección de un pueblo perteneciente a una cultura diferente al de sus ocupantes, en el caso de Delacroix es de la resistencia griega contra el Imperio otomano, y de Castillo de la resistencia incaica contra el Imperio español.
La arquitectura dibujada en Coricancha es realmente perteneciente al Imperio tiahuanaco, uno de los Estados antecesores del Inkario y que en ese momento era considerada la «cultura madre» del Antiguo Perú (aun se desconocía de la existencia de Caral-Supe). Castillo había realizado en 1918 un viaje a las ciudades de La Paz, Cochabamba y Oruro en Bolivia en donde visitó a su amigo polaco Arthur Posnansky, un explorador de los restos tiahuanacos en territorio boliviano. Posnansky construyó su casa inspirada en los palacios de dicha cultura preinca, la casa del polaco influenció en el Coricancha de Castillo.

## Impacto cultural
El impacto de la obra es significativo por su crudeza gráfica y sutileza romántica, este impacto se puede ver en las corrientes de escultores aglutinados en el «incaísmo apolíneo», la desnudez femenina de las acllas fue novedosa para una sociedad conservadora y criolla que hacía menos a lo andino. Para el sentimiento de identidad de la República Peruana pasó de ser una obra que muestra el ocaso de la civilización quechua a una revalorización de dicha cultura que la conquista española y el choque de civilizaciones detuvo.
El nacionalismo peruano de principios del siglo XX, también se vio influenciado por la obra de Castillo:

Castillo [fue creador de] imaginarios históricos asociados con la percepción de la heroicidad y la épica de un pasado ilustre, que nos permiten reconstruir, con una mirada nostálgica, el esplendor del Cusco de los Incas.
El centenario de Teófilo Castillo, 4 de diciembre de 2022.